# Aeroportul Alberto Delgado
Aeroportul Alberto Delgado (IATA: TND, ICAO: MUTD) este un aeroport din Provincia de Sancti Spíritus⁠(d), Cuba ce deservește zona Trinidad.
Situat la o altitudine de 38 m, aeroportul dispune de o singură pistă.